# Plagithmysus solitarius
Plagithmysus solitarius là một loài bọ cánh cứng trong họ Cerambycidae.